# 신유진 (국악인)
신유진(1993년 11월 3일 ~ )은 대한민국의 국악인이다. 국악 밴드 이날치의 전 멤버이다. 